# Bilka, Berezivka
Bilka (în ucraineană Білка) este un sat în comuna Ivanivka din raionul Berezivka, regiunea Odesa, Ucraina.

## Demografie
Componența lingvistică a localității Bilka
     Ucraineană (89,01%)
     Rusă (5,33%)
     Română (3,81%)
     Alte limbi (0,33%)
Conform recensământului din 2001, majoritatea populației localității Bilka era vorbitoare de ucraineană (89,01%), existând în minoritate și vorbitori de rusă (5,33%) și română (3,81%).